# Đội tuyển Davis Cup Brunei
Đội tuyển Davis Cup Brunei đại diện Brunei ở giải đấu quần vợt Davis Cup và được quản lý bởi Liên đoàn quần vợt Brunei. Đội chưa thi đấu kể từ năm 2008.
Thành tích tốt nhất của đội là thứ 9 Nhóm III năm 1994.

## Lịch sử
Brunei lần đầu tiên tham gia Davis Cup vào năm 1994.